# Bâtière

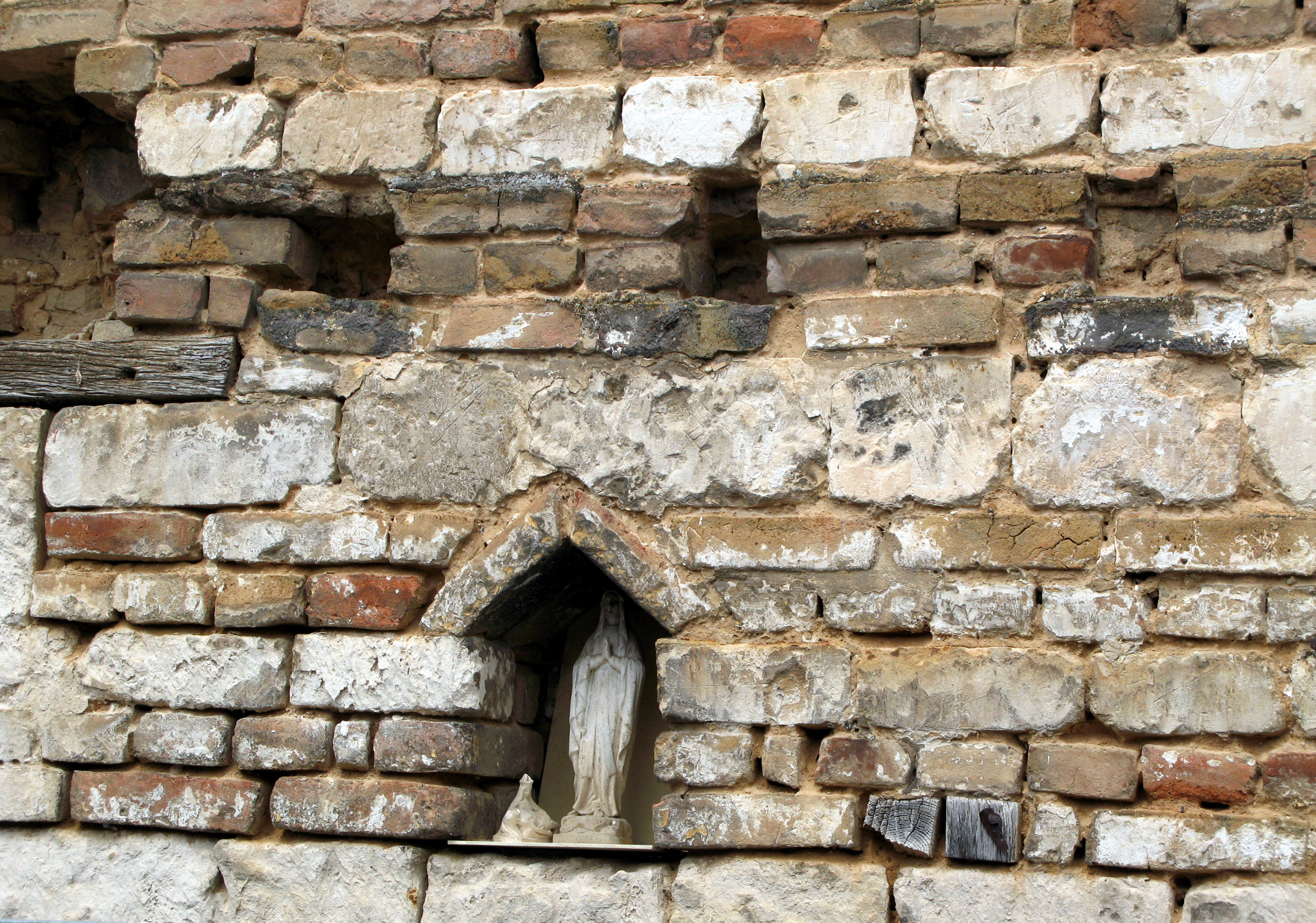
Niche avec sommet en bâtière à Picquigny (Somme).

Le terme de bâtière est attesté dès le XIIIe siècle sous la forme bastiere au sens de « coussinet placé sous l'arçon d'une selle », puis de « selle rembourrée », sens demeuré dans certains dialectes : normand, angevin, dialectes du Centre. C'est un dérivé à l'aide du suffixe « -ière » du terme bât.

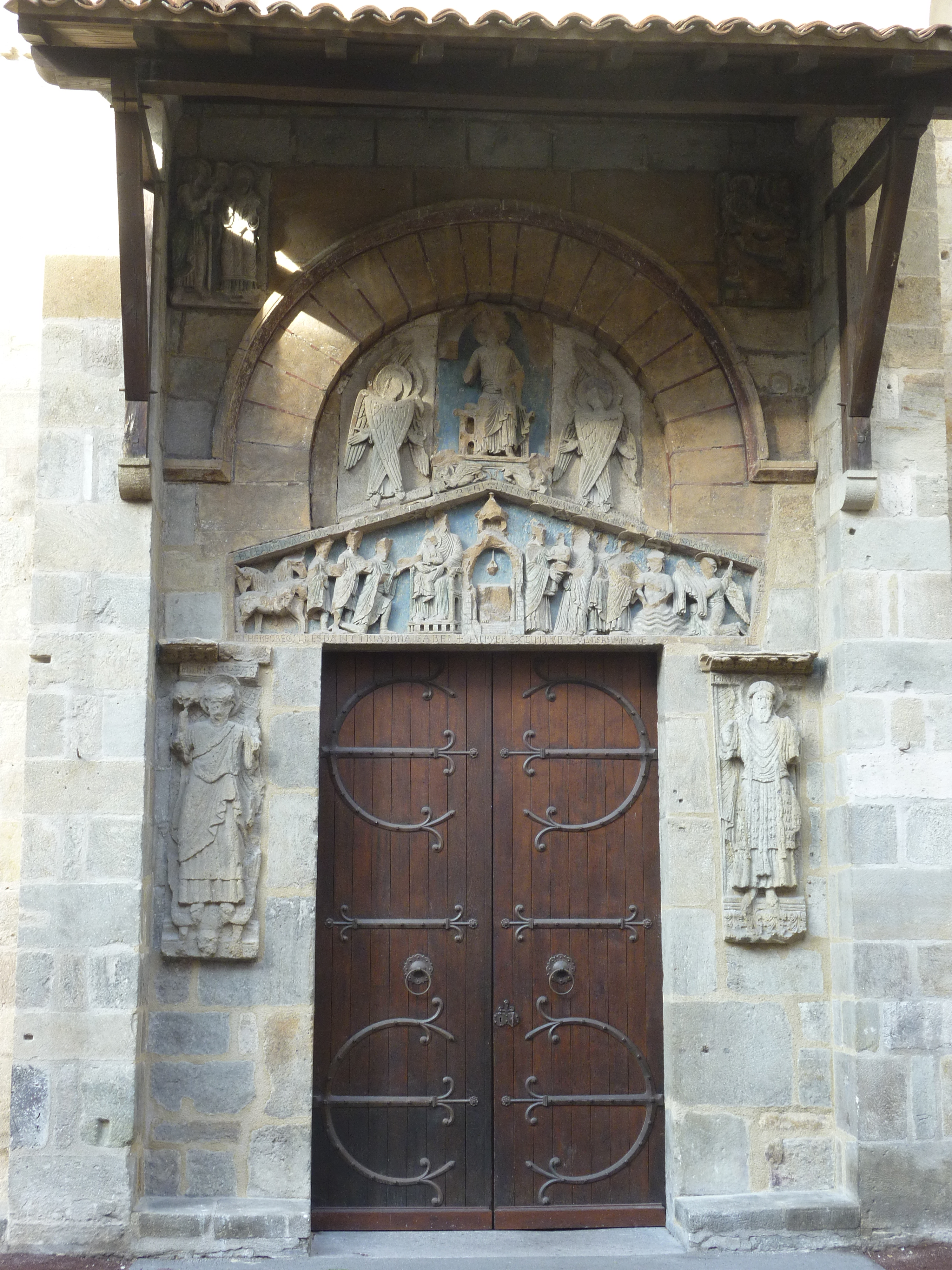
Linteau en bâtière du portail sud de la basilique Notre-Dame-du-Port.

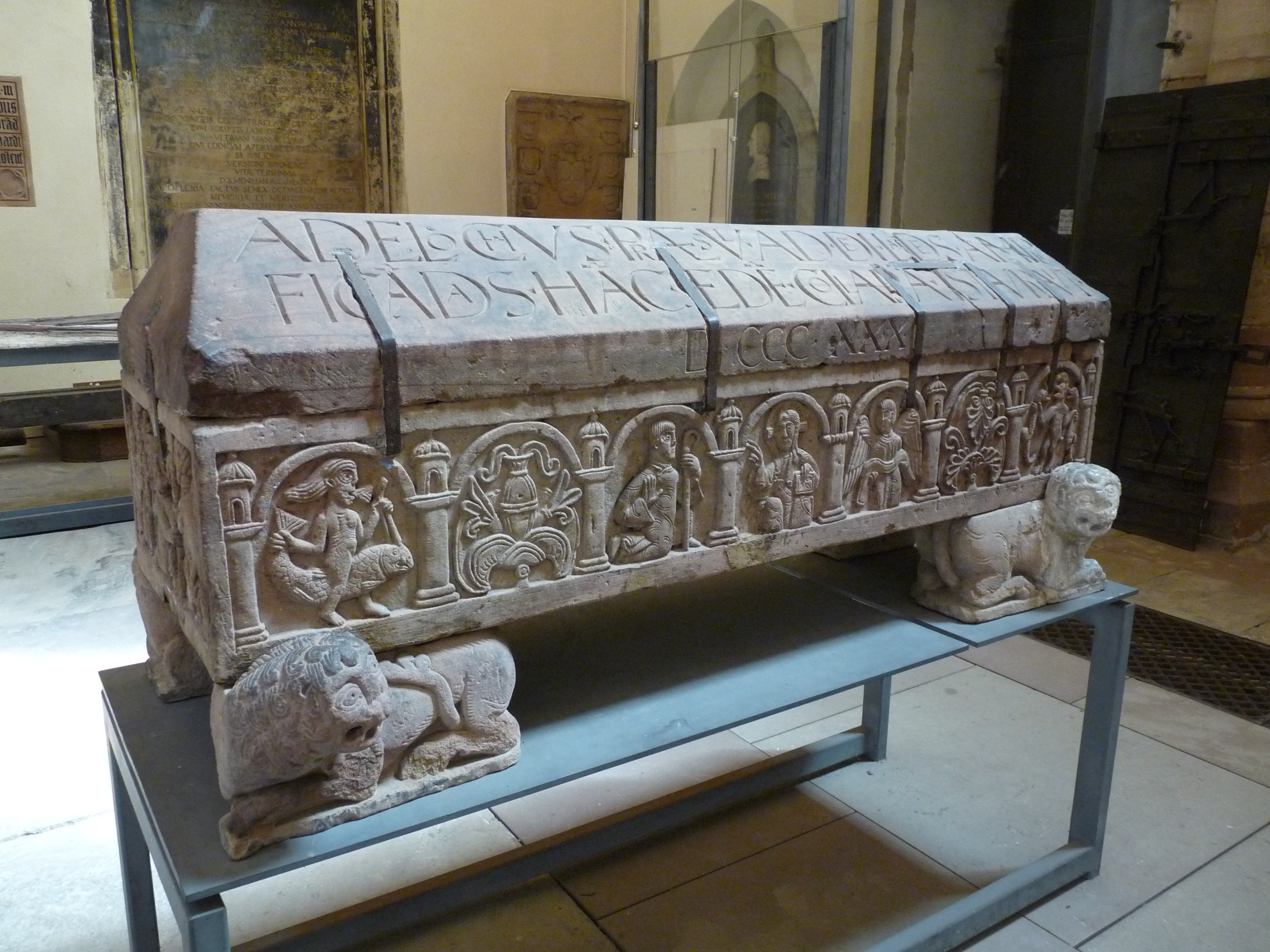
Couvercle en bâtière du sarcophage d'Adeloch (église Saint-Thomas de Strasbourg).

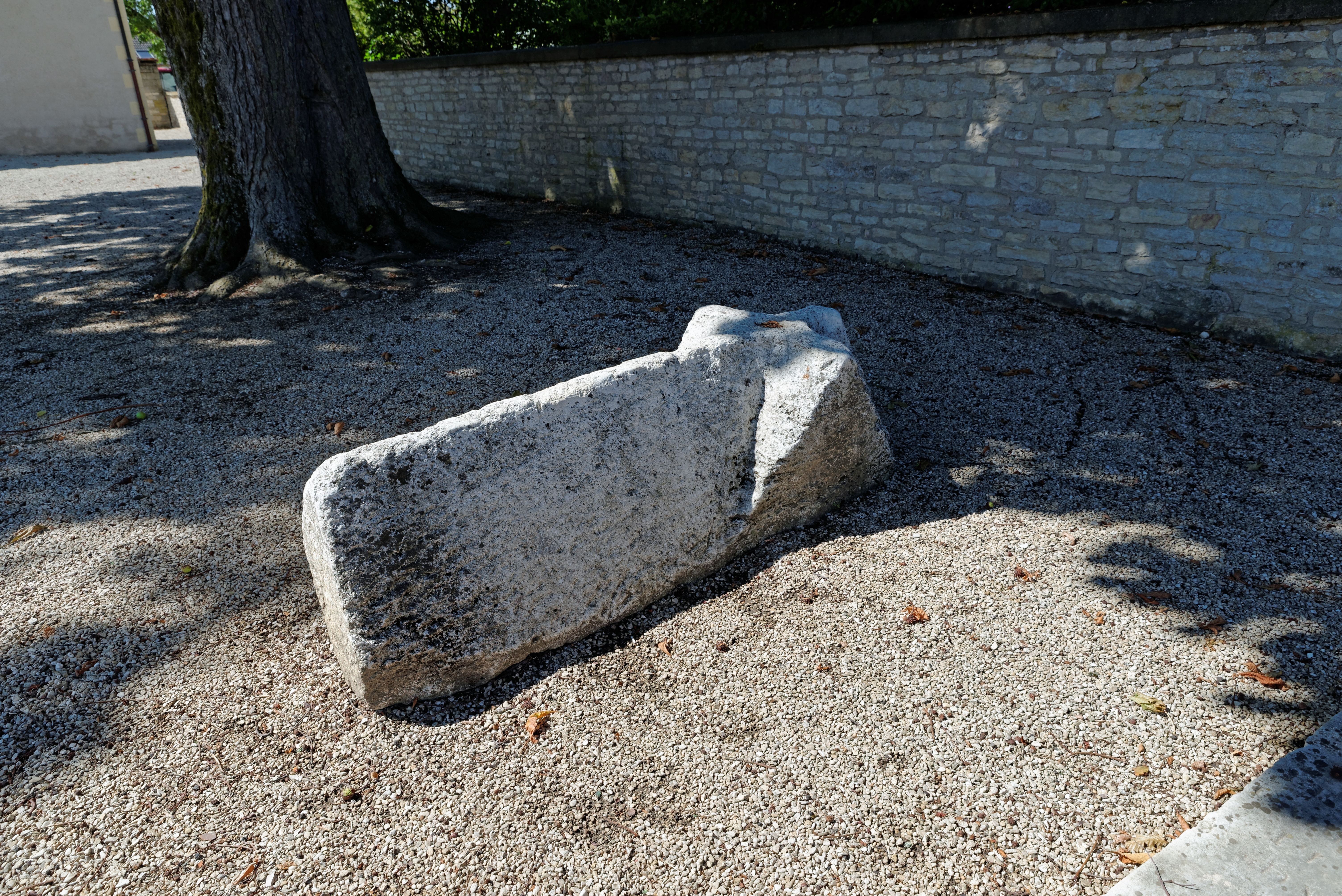
Croix en bâtière auprès de l'église de Cessey-sur-Tille en Côte-d'Or.

Le sens architectural, pas antérieur au XIXe siècle, est utilisé dans l'expression « toit en bâtière », c'est-à-dire « toit à deux versants opposés et à pignons découverts, en forme de bât ». « Toit en double bâtière », c'est-à-dire à quatre versants.
Linteau ou plate-bande en bâtière : pierre unique (linteau) ou pierres appareillées (plate-bande) dont l'arasement (partie supérieure) n'est pas horizontal, mais à deux pentes.
Une tombe en bâtière est un type courant de tombes de l'Antiquité tardive, faites de grandes tuiles plates (tegulae) formant un pignon au-dessus du corps.

## Voir aussi

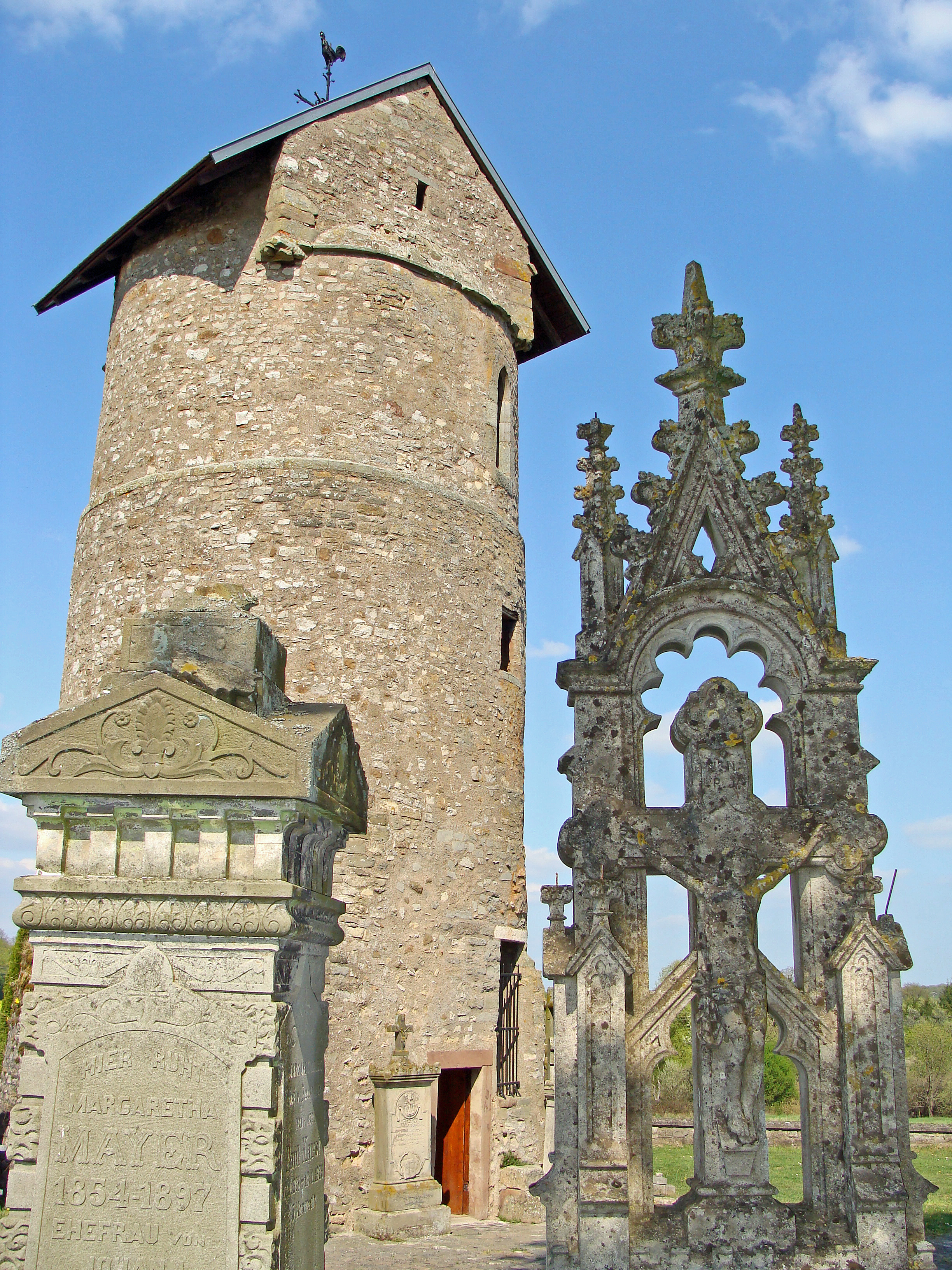
Tour romane du cimetière de Farschviller.